# Hans Gollnick
Hans Gollnick (22 mai 1892 à Gut Gursen - 15 février 1970 à Schönau am Königssee) est un General der Infanterie allemand qui a servi au sein de la Heer dans la Wehrmacht pendant la Seconde Guerre mondiale.
Il a été récipiendaire de la croix de chevalier de la croix de fer avec feuilles de chêne. La croix de chevalier de la croix de fer et son grade supérieur, les feuilles de chêne, sont attribuées pour récompenser un acte d'une extrême bravoure sur le champ de bataille ou un commandement militaire avec succès.

## Biographie
Gollnick est né à Gut Gursen dans la province de Poméranie, fils de Paul Gollnick seigneur du manoir de Gursen, et Elisabeth Peglow descendant de la maison ducale de Poméranie.
Gollnick étudie au lycée de Marienwerder (de) et passe l'examen du baccalauréat à la Saint-Michel en 1911. Le 22 mars 1912, il s'engage comme porte-drapeau dans le 129e régiment d'infanterie (de) à Graudenz, et sert pendant la Première Guerre mondiale en tant que Leutnant (lieutenant). Au début de la Seconde Guerre mondiale, Hans Gollnick est commandant du 76e Régiment d'infanterie dans la bataille de Krojanty. Pendant la guerre, il reçoit la croix de chevalier de la croix de fer en 1942, et promu général le 1er octobre 1943. En janvier 1945, il s'échappe au Danemark. Il devient prisonnier de guerre britannique de janvier 1946 pour un mois, jusqu'au 5 février.
Gollnick est mort à Schönau am Königssee le 15 février 1970.

## Décorations
- Croix de fer (1914)
  - 2e classe
  - 1re classe
- Insigne des blessés (1914)
  - en noir
- Croix d'honneur pour les combattants 1914-1918
- Médaille de service de la Wehrmacht 4e à 1re Classe
- Agrafe de la croix de fer (1939)
  - 2e classe
  - 1re classe
- Médaille du Front de l'Est
- Croix de chevalier de la croix de fer avec feuilles de chêne
  - Croix de chevalier le 27 novembre 1942 en tant que Generalmajor et commandant de la 36. Infanterie-Division (mot.)
  - 282e feuilles de chêne le 24 août 1943 en tant que Generalleutnant et commandant de la 36. Panzergrenadier-Division
- Mentionné dans le bulletin quotidien radiophonique de l'Armée: le Wehrmachtbericht le 26 février 1945

Hans Gollnick est recommandé pour les glaives de sa croix de chevalier pour ses efforts défensives en Prusse-Orientale en avril 1945. Toutefois, la requête n'a pas abouti avant la fin de la guerre.

## Sources bibliographiques
- (en) Cet article est partiellement ou en totalité issu de l’article de Wikipédia en anglais intitulé « Hans Gollnick » (voir la liste des auteurs).

- (de) Prerdovich (1978). Generalität des deutschen Heeres.
- (de) Fellgiebel, Walther-Peer (2000). Die Träger des Ritterkreuzes des Eisernen Kreuzes 1939-1945. Friedburg, Allemagne: Podzun-Pallas.  (ISBN 3-7909-0284-5).
- (de) Scherzer, Veit (2007). Ritterkreuzträger 1939–1945 Die Inhaber des Ritterkreuzes des Eisernen Kreuzes 1939 von Heer, Luftwaffe, Kriegsmarine, Waffen-SS, Volkssturm sowie mit Deutschland verbündeter Streitkräfte nach den Unterlagen des Bundesarchives. Jena, Allemagne: Scherzers Miltaer-Verlag.  (ISBN 978-3-938845-17-2).